# 富士緑道
富士緑道（ふじりょくどう）は、静岡県富士市に位置する公園。旧身延線廃線跡地を利用した約2kmの長さにも及ぶ遊歩道。敷地面積は1.97ヘクタール。

## 概要

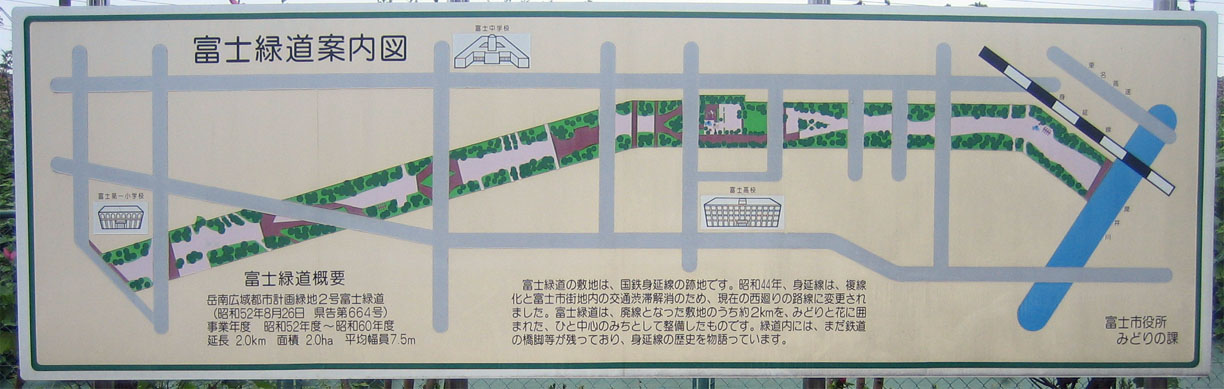
潤井川付近にある富士緑道案内図

1969年（昭和44年）の身延線富士駅 - 入山瀬駅間の経路変更に伴い廃線となった敷地のうち、車道にならなかった旧本市場駅付近から、現在の身延線と合流する潤井川付近までの約2kmを再活用した公園。1985年（昭和60年）に完成した。
登記上は公園であるが、廃線跡地という地形から石畳を中心とした遊歩道とし整備され、園路は名前の通り植木や季節の花が植栽し、所々に椅子やアスレチック用具などが設置されている。
自動車やオートバイなどの車両は通行できない歩行者専用路（自転車も通行可能）となっているため、通学路や散歩道として利用されている。
旧身延線は単線であったため遊歩道の幅は2mから4m前後であるが、旧竪堀駅の島式ホーム跡地は広場として、遊戯施設、トイレ、ゲートボール場などが整備され、一般の公園として利用されている。また旧竪堀駅進入手前では遊歩道がポイントの形に沿って分かれており当時の線路の面影が残っている。なお、旧本市場駅の跡は残っていない。

## 周辺
- 富士駅
- 竪堀駅
- 県道396号（旧国道1号）
- 静岡県立富士高等学校
- 富士市立富士中学校
- 富士市立富士第一小学校
- 米之宮浅間神社
- 米之宮公園
- 富士郵便局